# Det finns ett land av ljus och sång
Det finns ett land av ljus och sång är en engelsk psalmtext om himlen diktad av Isaac Watts från 1707. Översättningen till svenska gjordes av Nils Frykman. Efter en bearbetning av Anders Frostenson 1978 blev psalmen införd i 1986 års psalmbok. Melodin till den ursprungliga versionen finns i Pilgrimssånger 1882/17 och komponerades av William Augustus Ogden.  Melodin som används till Frostensons text är komponerad av Oskar Lindberg 1938.

## Publicerad som
- Nr 381 i Nya Pilgrims-Sånger 1892 med 6 verser och inledningen Det finns ett land, så underbart under rubriken "Den tillkommande härligheten".
- Nr 493 i Metodistkyrkans psalmbok 1896 med 4 verser och inledningen Det fins ett land, så underbart under rubriken "Himmelen".
- Nr 576 i Den svenska psalmboken 1937 med 6 verser och inledningen Det finns ett land, där helgons här under rubriken "Det kristna hoppet inför döden".
- Nr 752 i Missionsförbundets Sånger och psalmer 1951 i en översättning av Johan Alfred Eklund från 1922 med inledningen Det finns ett land, där helgons här under rubriken "Döden och det eviga livet. Döden och uppståndelsen".
- Nr 636 i Den svenska psalmboken 1986 med 6 verser under rubriken "Himlen".